# Acid hypochlorơ
Acid hypochlorơ là một acid yếu, có công thức hóa học là HClO (trong một số ngành công nghiệp, acid hypochlorơ còn có công thức hóa học là HOCl). Acid này được tạo thành khi chlor tan trong nước. Acid hypochlorơ không thể được tách thành nguyên chất, do các quá trình cân bằng giữa các tiền chất của nó diễn ra rất nhanh. HClO được sử dụng làm chất tẩy trắng, chất oxy hóa, chất khử mùi và chất sát trùng.

## Ứng dụng
Trong tổng hợp hữu cơ, HClO chuyển alken thành  chlorohydrin (halohydrin).
Trong sinh học, acid hypochlorơ góp phần hoạt hoá các bạch cầu trung tính bằng cách peroxi hóa các ion chlorit, diệt vi khuẩn, được dùng trong xử lý nước, như là chất tiệt trùng trong các hồ bơi.
Trong cung cấp nước và thực phẩm, những thiết bị đặc biệt tạo ra dung dịch HClO yếu từ nước và muối thường được sử dụng để tạo ra một lượng vừa đủ các chất diệt khuẩn an toàn hơn (do tính chất không bền của nó) nhằm xử lý bề mặt thực phẩm trước khi chế biến cũng như trong cung cấp nước.

## Cấu tạo, độ bền và phản ứng hoá học
Khi cho khí chlor vào nước sẽ tạo ra cả hai acid hydrochloric và acid hypochlorơ :
Cl2 + H2O ⇌ HClO + HCl
Khi acid được cho vào các muối ngậm nước của acid hypochlorơ (như natri hypochlorit trong các dung dịch tẩy trắng trong công nghiệp) thì phản ứng này sẽ xảy ra theo chiều nghịch, giải phóng khí chlor. Do đó, dung dịch tẩy trắng chứa chlorit thì bền vững hơn khi hoà tan khí chlor vào dung dịch kiềm, như natri hydroxide.
Acid cũng được điều chế bằng cách hoà tan Dichlor monoxide trong nước; dưới điều kiện ngậm nước tiêu chuẩn các acid anhydrơ hypochlorơ sẽ không thể được điều chế do sự chuyển dịch theo chiều nghịch trong cân bằng hoá học giữa nó và anhydric:
2HOCl ⇌ Cl2O + H2O  K(0°C) =3.55x10-3dm³mol-1
Sự có mặt của ánh sáng hay sự chuyển thành oxide kim loại của đồng, nickel hay cobalt sẽ tăng tốc sự phân huỷ thành acid hydrochloric và khí oxy:
2Cl2 + 2H2O → 4HCl + O2

### Phản ứng hoá học
Trong dung dịch hay ở dạng ngậm nước, acid hypochlorơ bị phân giải riêng biệt thành anion hypochlorit OCl−:
HClO ⇌ OCl− + H+
Các muối acid hypochlorơ thì được gọi là các hypochlorit. Một trong những hypochloríc được biết đến nhiều nhất là NaClO, một chất độn hoạt động mạnh trong chất tẩy rửa.
HClO có tính oxi hoá mạnh hơn khí chlor ở điều kiện chuẩn.
 2 HClO(aq) + 2 H+ + 2 e− ⇌ Cl2(g) + 2 H2O E=+1.63V
HClO phản ứng với HCl để giải phóng khí chlor:
HClO + HCl → H2O + Cl2

### Khả năng phản ứng của HClO với các phân tử sinh học
Acid hypochlorơ phản ứng với các phân tử sinh học rất đa dạng như DNA, RNA, nhóm các acid béo, cholesterol và protein.

#### Khả năng phản ứng với các nhóm sulfhydryl protein
Knox et al là người đầu tiên chú ý rằng HClO là một chất ức chế sulfhydryl, với một lượng vừa đủ, nó có thể ức chế hoàn toàn các protein chứa nhóm sulfhydryl. Điều này xảy ra do HClO oxy hóa được nhóm sulfhydryl, thành phần chính của các cầu nối disulfide, là liên kết ngang của các phân tử protein. Một sulfhydryl-chứa amino acid có thể làm sạch đến bốn phân tử HOCl.

#### Phản ứng với nhóm amino protein
Acid hypochlorơ có thể phản ứng hoàn toàn với các amino acid có chuỗi các nhóm amino, với chlor từ HClO thay thế hydro, kết quả là tạo ra các chất hữu cơ chloramin. Các amino acid được chlor hoá nhanh chóng phân huỷ, trừ protein chloramin thì tồn tại lâu hơn và giữ lại khả năng oxy hóa. Kết luận từ các kết quả của họ rằng hầu hết các chất hữu cơ chloramin bị phân huỷ do sự sắp xếp lại bên trong và càng có ít hơn các nhóm NH2 tham gia phản ứng với chuỗi peptit, dẫn đến sự phân cắt protein.

## Muối hypochlorit
Hypochlorit là các muối của acid hypochlorơ. Các muối hypochlorit thường gặp là calci hypochlorit, natri hypochlorit.

### Điều chế muối hypochlorit bằng điện phân
Các muối hypochlorit có thể được điều chế bằng cách điện phân các dung dịch chứa chlor. Khí chlor được điều chế ở cực âm, khí hydro được điều chế ở cực dương. Một phần khí chlor điều chế được sẽ tan, tạo thành các ion hypochlorit. Muối hypochlorit còn được điều chế bằng cách cho một lượng không cân đối khí chlor vào dung dịch kiềm.

## An toàn
HClO là chất oxy hóa mạnh và có thể tạo ra các vụ nổ hóa chất.